# Fourni

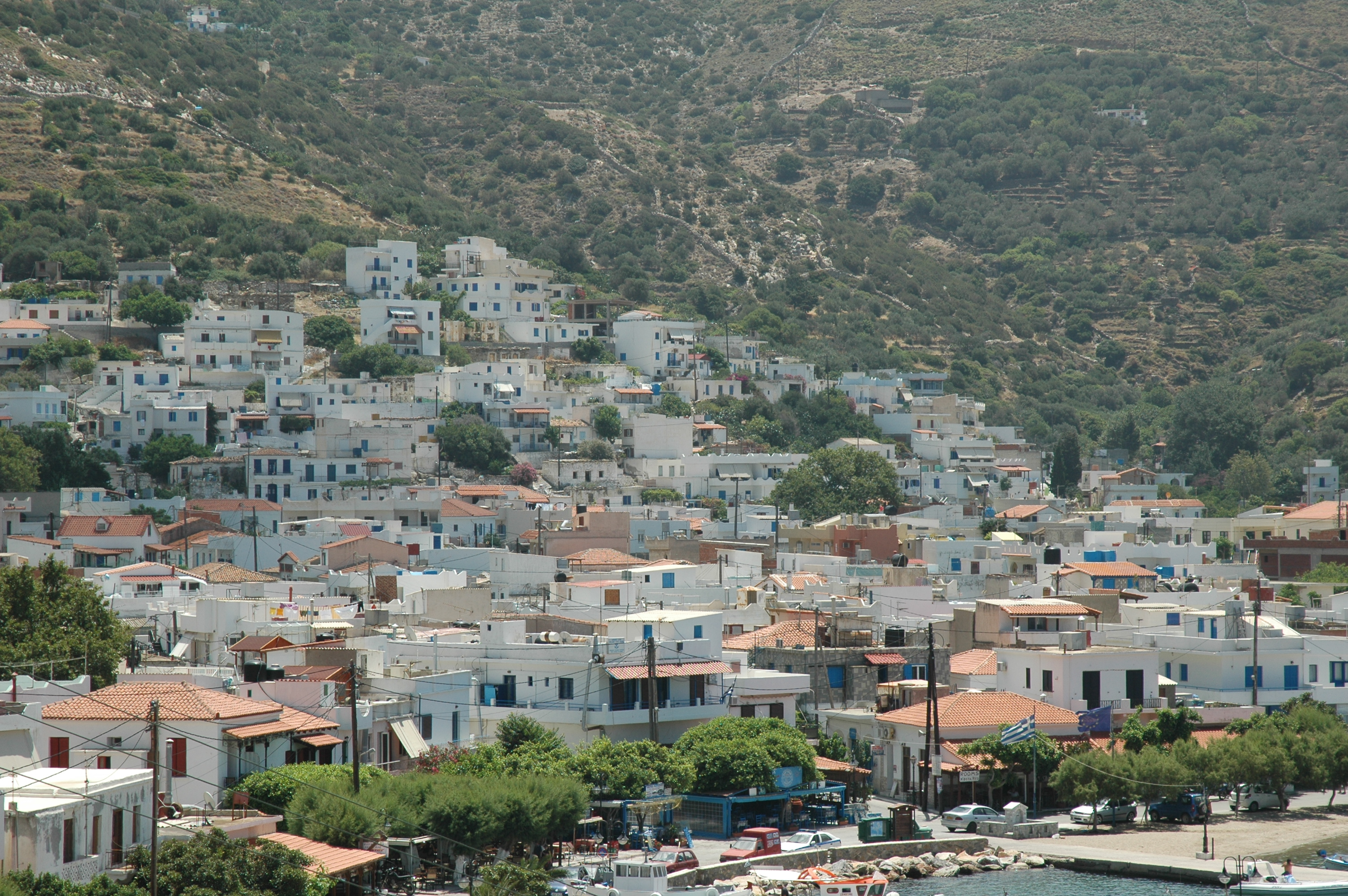
Fourni, Fournis huvudstad

Fourni eller Fourni Korseon (grekiska: Φούρνοι) är namnet på en ögrupp i Grekland. Den största ön i ögruppen är Nisída Foúrnoi med staden Fournoi. Förutom Nisída Foúrnoi  består ögruppen av ett tiotal öar, av vilka två är bebodda: Thimena och Nisí Ágios Minás. De flesta av ögruppens 1 469 invånare bor på huvudön Fourni, som har drygt 1 000 invånare. Huvudstaden heter också Fourni; förutom den finns på ön Fourni staden Chrissomilia och på Thimena staden Thimena.
Fourni, med en yta på drygt 40 km2 och en kustlängd på 125 km, har färjeförbindelser med Agios Kirikos på Ikaria samt Pireus och Samos.